# Lilla Karlsö
Lilla Karlsö este o arie protejată (arie specială de conservare — SAC, sit de importanță comunitară — SCI, arie de protecție specială avifaunistică — SPA) din Suedia întinsă pe o suprafață de 936,7 ha, integral pe uscat.

## Localizare
Centrul sitului Lilla Karlsö este situat la coordonatele 57°18′46″N 18°03′47″E / 57.3127°N 18.063°E.

## Înființare
Situl Lilla Karlsö a fost declarat sit de importanță comunitară în decembrie 1995 pentru a proteja 1 specie de plante și 2 specii de animale. Alte tipuri de protecție:
- arie de protecție specială avifaunistică (în martie 1996)[2]
- arie specială de conservare (în martie 2011)[1][3][4]

## Biodiversitate
Situată în ecoregiunile boreală și marină baltică, aria protejată conține 11 habitate naturale: Recifuri, Grohotișuri calcaroase și de șisturi calcaroase de la nivelul montan până la nivelul alpin (Thlaspietea rotundifolii), Lespezi calcaroase, Peșteri inaccesibile publicului, Pante stâncoase calcaroase cu vegetație casmofită, Vegetație perenă pe țărmurile stâncoase, Faleze cu vegetație de pe coastele atlantice și baltice, Pajiști uscate seminaturale și facies de acoperire cu tufișuri pe substraturi calcaroase (Festuco-Brometalia) (* situri importante pentru orhidee), Peșteri marine scufundate complet sau parțial, Pajiști cu Molinia pe soluri calcaroase, turboase sau argilos-nămoloase (Molinion caeruleae), Alvar nordic și șisturi calcaroase precambriene.
La baza desemnării sitului se află mai multe specii protejate:
- plante (1): Corydalis gotlandica
- păsări (1): Phalacrocorax carbo sinensis
- mamifere (1): Halichoerus grypus